# Sedum oregonense
Sedum oregonense là một loài thực vật có hoa trong họ Crassulaceae. Loài này được (S. Watson) M. Peck miêu tả khoa học đầu tiên năm 1941.